# Prawosławie w Austrii

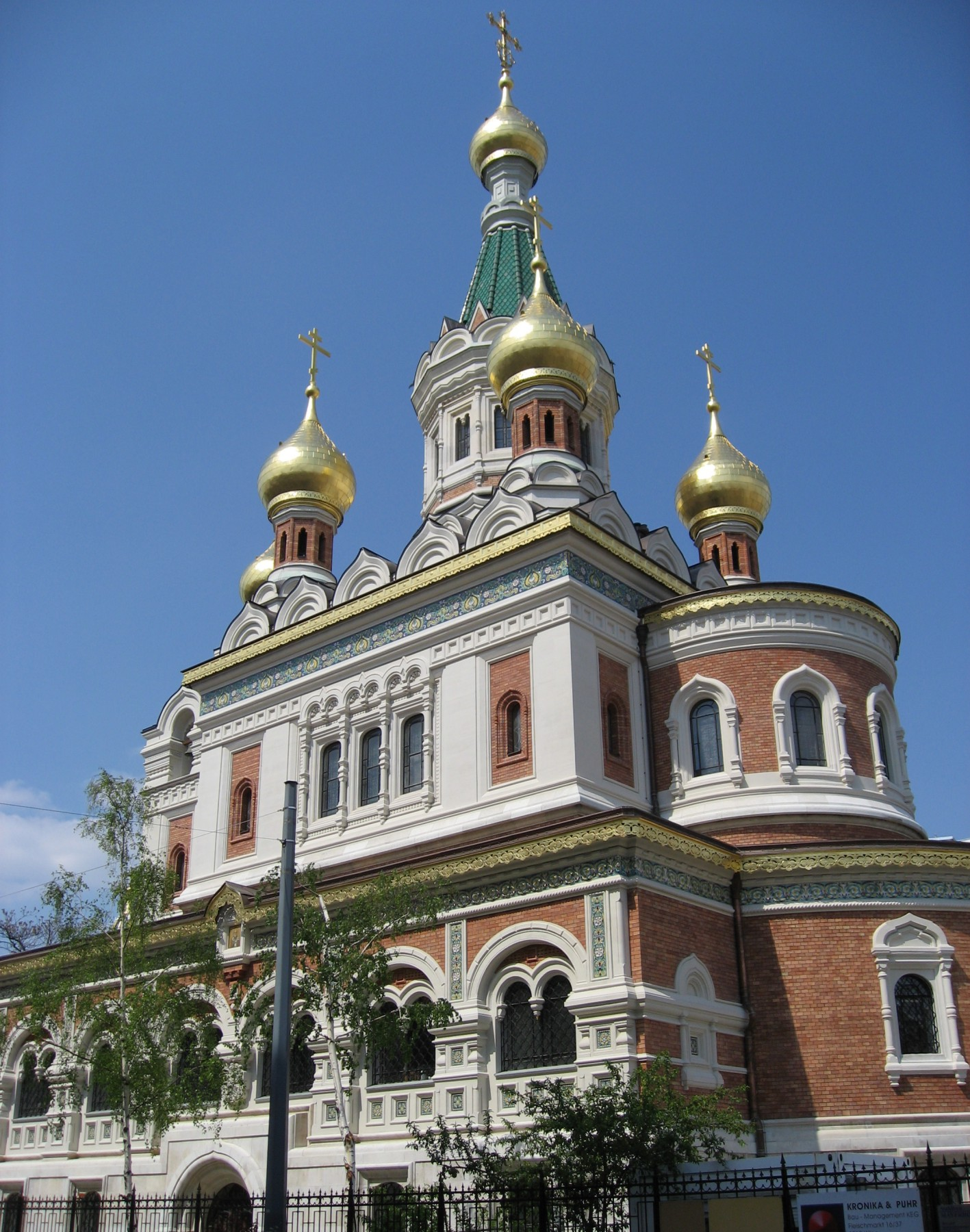
Sobór św. Mikołaja w Wiedniu

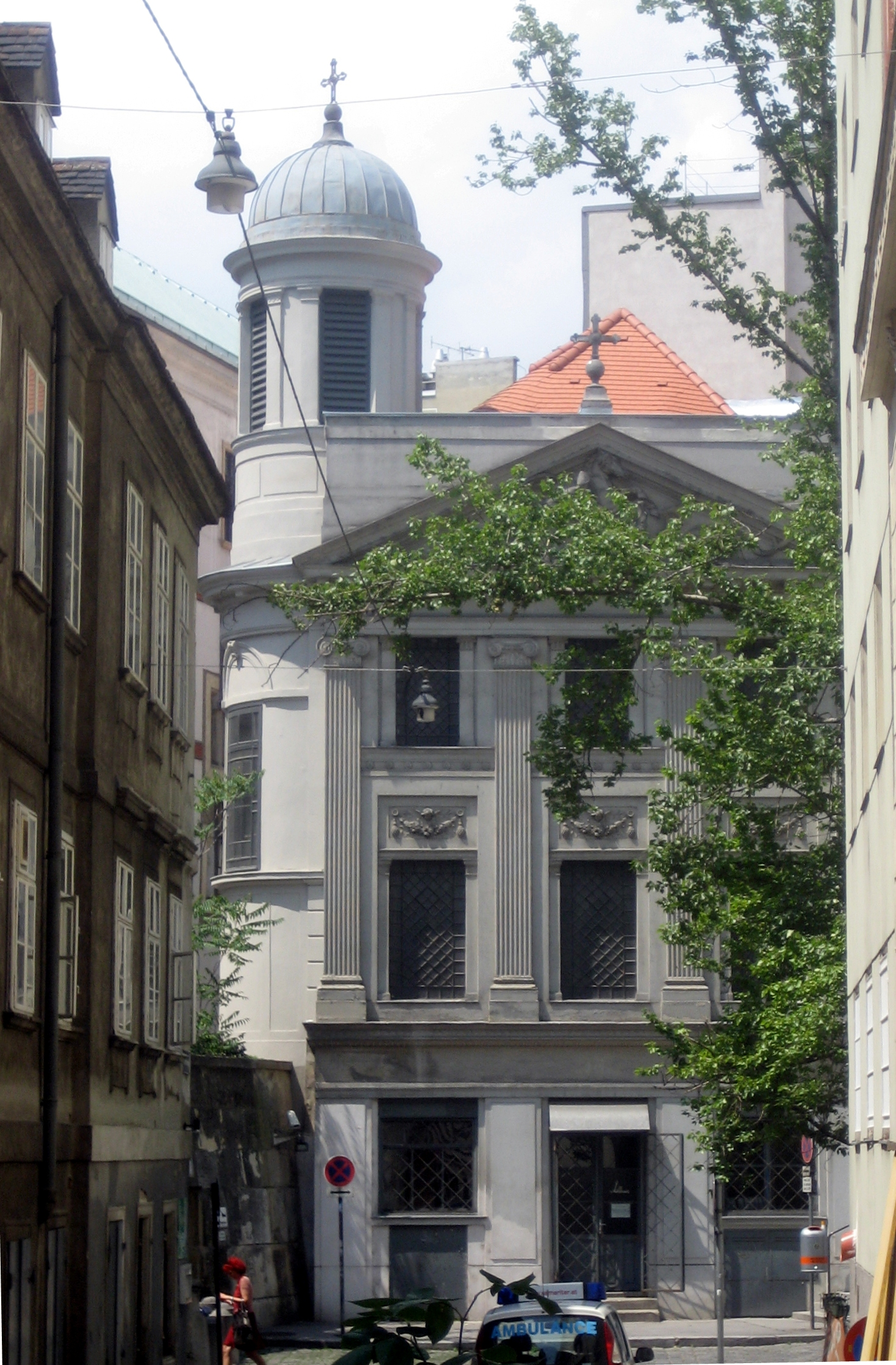
Cerkiew św. Jerzego w Wiedniu

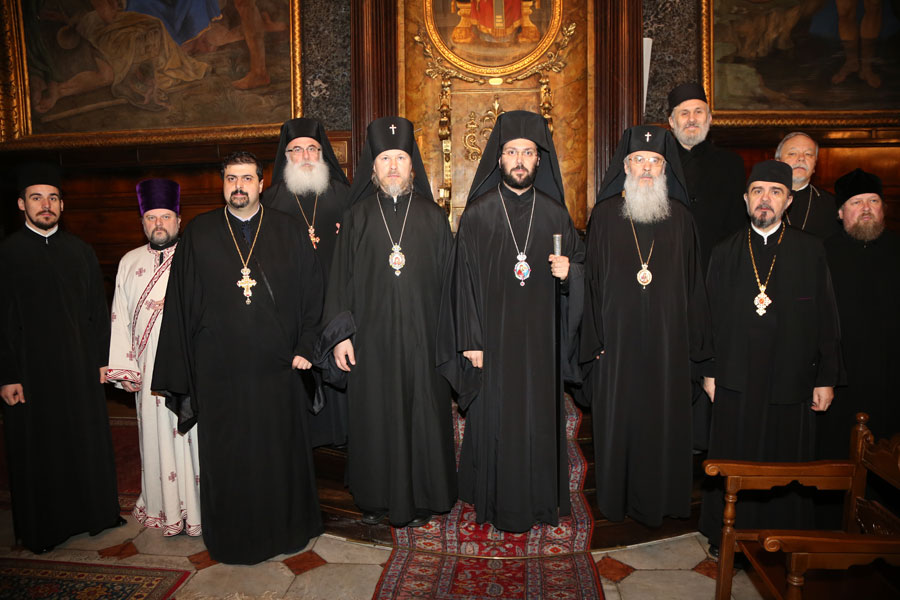
Prawosławni biskupi działający w Austrii

Prawosławie w Austrii było tradycyjnie obecne od XVII wieku. W schyłkowym okresie istnienia Austro-Węgier żyło w nim 3,2 mln wyznawców prawosławia. Po rozpadzie Austro-Węgier stało się ono religią związaną głównie z mniejszościami narodowymi i emigracją zarobkową z obszaru Bałkanów. Według danych z 2005 w Austrii żyło ok. 400 tys. wyznawców prawosławia (w 2014 – blisko 500 tys.).

## Serbski Kościół Prawosławny
W Austrii żyje 150 tys. prawosławnych Serbów, co czyni z nich największą grupę narodowościową w obrębie wyznawców tej religii. W 1893 powstała prawosławna cerkiew św. Sawy w Wiedniu. Po II wojnie światowej ilość Serbów przybywających do Austrii w celach zarobkowych zaczęła szybko przyrastać. Obecnie posiadają oni 4 parafie, w tym dwie cerkwie w Wiedniu.

## Patriarchat Konstantynopola
Pierwsze cerkwie prawosławne na terenie Austrii były związane z przybyciem do kraju kupców greckich, którzy w XVII w. zorganizowali pierwsze bractwa religijne w Wiedniu. W 1776 Grecy uzyskali dekretem cesarskim prawo do swobodnego wyznawania swojej religii, chociaż nie została ona zrównana w prawach z rzymskim katolicyzmem.
Od 1924 wszystkie parafie w jurysdykcji patriarchy Konstantynopola należą do metropolii austriackiej i węgierskiej, jednak dopiero w 1994 został uregulowany ich stosunek względem austriackich władz państwowych. Patriarchat posiada obecnie 6 parafii, z czego dwie w Wiedniu. Planowane jest utworzenie męskiego monasteru.

## Patriarchat Antiochii
Od lat 70. XX wieku w Wiedniu działa parafia podległa patriarsze Antiochii (wchodząca obecnie w skład archidiecezji Niemiec i Europy Centralnej), skupiająca wiernych z Turcji, Syrii, Libanu, Jordanii oraz Iraku. Początkowo korzystała ona z budynków należących do Patriarchatu Konstantynopola, obecnie działa w osobnych obiektach.

## Rosyjski Kościół Prawosławny
W 1762 powstała pierwsza rosyjska kaplica prawosławna, działająca przy ambasadzie rosyjskiej. W 1899 Rosyjski Kościół Prawosławny wzniósł w Wiedniu sobór św. Mikołaja, w tym samym czasie powstały trzy inne parafie. Obecnie czynna jest tylko jedna z nich – parafia św. Mikołaja w Wiedniu, zaś terytorium Austrii obejmuje eparchia wiedeńska i austriacka (w skład której wchodzą jeszcze dwie parafie: w Grazu i Linzu). Na terenie Austrii (w Salzburgu) działa też parafia wchodząca w skład eparchii berlińskiej i niemieckiej Rosyjskiego Kościoła Prawosławnego poza granicami Rosji.

## Rumuński Kościół Prawosławny
Rumuński Kościół Prawosławny posiada 5 parafii na terenie Austrii, z czego tylko jedna, w Wiedniu, posiada wolnostojącą cerkiew św. Andrzeja. Pozostałe mieszczą się w budynkach prywatnych.

## Bułgarski Kościół Prawosławny
Prawosławni Bułgarzy byli obecni na terenie dzisiejszej Austrii już w XIX wieku, jednak dopiero w 1887 uzyskali pierwszą własną kaplicę św. Stefana, wcześniej korzystali z już istniejących parafii rosyjskich i greckich. Obecnie w jurysdykcji tego Kościoła jest jedna parafia – św. Iwana Rilskiego.

## Współpraca
Wszystkie prawosławne organizacje kościelne działające w Austrii są zrzeszone w organizacji Pro Oriente, która popularyzuje wiedzę o prawosławiu w społeczeństwie i koordynuje ich współpracę. Ponadto ich przedstawiciele biorą udział w pracach Austriackiej Rady Kościołów.